# Шимун Каталинић
непознато
Шимун Каталинић (хрв. Šimun Katalinić; Задар, Аустроугарска 17. септембар 1889 — 4. март 1977 је бивши италијански веслач хрватског порекла, учесник Олимпијских игара 1924. одржаних у Паризу и освајач бронзане медаље у дисциплини трке осмераца.
Шимун Каталинић се родио 1889. године у Задру који је у то време био у саставу Аустроугарске. После Првог светског рата, Задар прелази у руке Италије, тако да Шимун Каталинић постаје грађанин Италије и добија италијанско име: Симеоне Каталинич (итал. Simeone Cattalinich).
На Олимпијским играма 1924. у Паризу учествовао је као представник Италије и освојио је бронзану медаљу. Поред њега посаду осмерца сачињавала су петорица Хрвата: два његова рођена брата Фране и Анте, Виктор Љубић, Петар Иванов и Бруно Сорић као и три Италијана: Карло Тоњати, Латино Галаци и Ђузепе Кривели.